# Lenca jezici
Lenca jezici, porodica indijanskih jezika iz Hondurasa i Salvadora kojima se služe Lenca Indijanci. Joseph H. Greenberg (1987) ju klasificira široj porodici chibcha. Terrence Kaufman u nju ubraja jezike lenka, serkin, kare, kolo i potó. Ponekad se vodi kao neklasificirani jezik

## Vanjske poveznice
- The Lenkan Subgroup[neaktivna poveznica]